# Тейлор, Алан Джон Персиваль
Алан Джон Персиваль (Эй Джей Пи) Тейлор (англ. Alan John Percivale "A. J. P." Taylor, 25 марта 1906 — 7 сентября 1990) — британо-английский историк, специализировавшийся на истории международных отношений и европейской дипломатии XIX и XX веков. Журналист и телеведущий, он стал известен миллионам благодаря своим телевизионным лекциям. Историк Ричард Овери назвал его «Маколеем нашей эпохи».

## Биография

### Ранняя политическая жизнь
Родился 25 марта 1906 года в Беркдейле неподалеку от Саутпорта (на тот момент — графство Ланкашир) в семье обеспеченных родителей левых, феминистических и антивоенных взглядов, которые он унаследовал. Выступая против участия в Первой мировой войне (сильное влияние на них оказала статья Бернарда Шоу «Разумно о войне», опубликованная в 1914 году в качестве приложения к журналу New Statesman), они отправили сына в школу квакеров, известных своей пацифистской позицией.
Отец, Перси Тейлор, вступил в Независимую лейбористскую партию; его примеру уже в пятнадцатилетнем возрасте последовал Алан Тейлор. Мать Констанция была суфражисткой членом Коминтерна, а один из дядей — одним из основателей Коммунистической партии Великобритании. Самого Тейлора вступить в партию сагитировал друг семьи историк Том Уинтрингэм в 1924 году, хотя ещё в 1922 году подросток по совету другого друга семьи, коммуниста Генри Сара, опубликовал в журнале Communism свою первую статью, посвящённую проблеме искоренения буржуазной культуры в массовом сознании. Из своих двух посещений Советского Союза — в 1925 и 1934 годах — первое он совершил в компании матери и Генри Сары. Ещё в юном возрасте Тейлор лично познакомился с такими ведущими левыми политиками, как лейбористские лидеры Артур Хендерсон и Джордж Лэнсбери или будущий генеральный секретарь Компартии Гарри Поллит. Впрочем, проведя два года в Компартии, Алан порвал с ней, разочаровавшись из-за провала всеобщей стачки 1926 года. Тейлор стал сторонником лейбористов и оставался в рядах Лейбористской партии более 60 лет.

### Академическая карьера
Первоначально собирался стать археологом. В 1924—1927 годах Алан изучал в Оксфорде современную историю. Окончив Оксфордский университет, короткое время проработал клерком в юридической фирме и уехал на стажировку в Вену готовить под руководством Альфреда Прибрама диссертацию на тему влияния чартистского движения на европейские революции 1848 года, однако вскоре переключился на другую тему — объединение Италии: это и стало темой его первой книги «Итальянская проблема в европейской дипломатии» (The Italian Problem in European Diplomacy, 1934).
В 1930—1938 годах он читал лекции по истории нового времени в Манчестерском университете. В первой половине 1930-х годов он состоял и часто выступал на митингах Манчестерского совета мира вплоть до 1936 года, когда покинул организацию — если раньше он опасался, что Британия будет стремиться к союзу с нацистской Германией против СССР, то с этого момента он ратовал за перевооружение для сокрушения нацизма и против политики умиротворения агрессора.
Во время Второй мировой войны Тейлор служил в местном ополчении (волонтёрской гвардии). В это же время Тейлор сотрудничал с министерством информации, а затем — с британской службой пропаганды (Political Warfare Executive) в качестве эксперта по Центральной Европе и часто выступал по радио и на различных публичных мероприятиях. Он сдружился с видными политическими эмигрантами из континентальной Европы — бывшим премьер-министром Венгрии графом Михаем Каройи и президентом Чехословакии Эдвардом Бенешем. Результатом общения Тейлора с Бенешем и его приближённым Губертом Рипкой стал памфлет 1943 года «Место Чехословакии в свободной Европе», в котором историк сулит Восточной Европе роль нейтральной зоны, сочетающей идеи и выступающей посредником между «демократическим Западом» и «социалистической Россией». Он также поддерживал идею признания югославских партизан во главе с Иосипом Броз Тито в качестве легитимных представителей Югославии.
В 1941 году он выпустил книгу «Габсбургская монархия 1815—1918 годов», получившую признание профессиональных историков и широкого круга читателей. После её успеха власти поручили ему в сжатые сроки написать написать брошюру о Венгрии, но после завершения работы министерство иностранных дел отказалось её публиковать из-за отпечатка политических взглядов автора.
После войны Тейлор продолжал преподавать Колледже Магдалены в Оксфорде, где работал с 1938 до 1963 года. Его лекции пользовались чрезвычайной популярностью — ему приходилось назначать их на раннее утро, чтобы в аудитории не набивалось чрезмерно много народу. В 1964 году университет отказался возобновить его контракт из-за полемики вокруг его книги 1961 года «Истоки Второй мировой войны» (The Origins of the Second World War), и Тейлор стал лектором Института исторических исследований при Лондонском университете. Поскольку Тейлор утверждал, что Адольф Гитлер был скорее политическим оппортунистом, мало отличавшимся от обычного немецкого (и даже западного) лидера, чем одержимой сумасбродными идеями маниакальной фигурой, его обвинили в историческом ревизионизме.
Репутация Тейлора была восстановлена только через год, когда вышла посвящённая ему книга Мартина Гилберта. В дальнейшем подобной чести Тейлор удостаивался ещё дважды: в 1976 и 1986 годах. Реабилитации Тейлора способствовал также оглушительный успех написанного им последнего, XV, тома «Оксфордской истории Англии», посвящённого периоду 1914—1945 годов.
Тейлор выступил автором предисловия к книге журналиста Фрица Тобиаса «Пожар Рейхстага», став первым профессиональным историком после Ганса Моммзена, согласившимся с выводом книги о том, что Рейхстаг подожгли не нацисты, а действительно душевнобольной одиночка Маринус ван дер Люббе, и что Гитлер и без этого события нашёл бы повод сокрушить Компартию Германии и немецкую демократию.
Кроме того, Тейлор написал предисловия к книге Лена Дейтона «Истребитель: Подлинная история Битвы за Британию», а также к переизданиям «Манифеста коммунистической партии» и «Десяти дней, которые потрясли мир» Джона Рида. Хотя вступительный текст Тейлора к последней книге, вышедшей в 1963 году, был весьма благожелателен к большевикам и Октябрьской революции, из-за его акцента на замалчиваемых официальной советской историографией моментах и личностях вроде Льва Троцкого, Коммунистическая партия Великобритании, которой принадлежали права на издание книги, отвергло это предисловие как «антисоветское». Тейлору пришлось ждать, пока истечёт срок авторских прав, и он смог опубликовать Рида со своим текстом только в 1977 году.

### Журналистика
Ещё проживая и преподавая в Манчестере, Тейлор с 1931 года регулярно писал книжные обзоры для газеты Manchester Guardian, а с 1957 года стал колумнистом в Observer. Начиная с 1951 года он также вёл колонки в лондонской бульварной прессе — его первая статья для таблоида Sunday Pictorial, вскоре переименованного в Sunday Mirror, была посвящена критике роли ООН в войне в Корее, которую Тейлор находил обслуживающей внешнеполитические интересы США. Затем он вёл еженедельную колонку в лейбористской Daily Herald, а с 1957 по 1982 годы сотрудничал в Sunday Express, принадлежащей его покровителю, Уильяму Эйткену, лорду Бивербрука. С этим консерватором у Тейлора были противоположные политические взгляды, но близкие дружеские отношения; в 1972 году историк выпустил его биографию. Другим любимым политиком Тейлора был лидер лейбористов Майкл Фут — «лучший премьер, которого не было у Британии».
Первое появление Тейлора на радио в рамках семисерийного проекта The World at War — Your Questions Answered состоялось на BBC 17 марта 1942 года. После войны он стал одним из первых историков, популяризирующих историю на телевидении. Он был панелистом дискуссионных передач In The News на BBC (1950—1954) и Free Speech на ITV (1955—1961). В 1957—1958 и 1961 годах он выпустил на ITV серию получасовых программ на исторические темы, имевших высокие рейтинги. Он участвовал в исторических передачах BBC в 1961, 1963, 1976, 1977 и 1978 годах. В последний раз он появился на телевидении в документальном сериале «Как заканчиваются войны» (How Wars End, 1985). Его чувство юмора и ирония способствовали популярности историко-документальных фильмов и передач.

### Взгляды
Хотя Тейлор был дружественно настроен к Советскому Союзу, он всегда оставался противником сталинизма. На Всемирном конгрессе деятелей культуры в защиту мира, проходившем во Вроцлаве в 1948 году, он выступил с речью, транслировавшейся в прямом эфире на польском государственном радио, в которой отстаивал свободу слова и мнений в противовес выступлению генсека Союза писателей СССР Александра Фадеева. Тем не менее, он не протестовал против подавления советской армией восстания 1956 года в Венгрии, считая, что оно привело бы к реставрации старого режима. При этом в Ближневосточном конфликте он был однозначно на стороне Израиля, считая его образцовой социалистической демократией в окружении реакционных диктатур в арабских странах.
Виновником «холодной войны» Тейлор считал Соединённые Штаты, участвуя в протестах против НАТО, перевооружения Западной Германии и войны США во Вьетнаме. Он был одной из ключевых фигур Кампании за ядерное разоружение. Будучи критиком Британской империи, он поддерживал не только деколонизацию, но и уход англичан из Северной Ирландии и воссоединение острова как независимой республики, даже ценой возобновления там гражданской войны. Предубеждение Тейлора против Германии граничило с германофобией: он продолжал считать большинство послевоенных немцев нераскаявшимися нацистами и основании опасений возрождения мощи ФРГ отвергал идею Европейского экономического сообщества. В 1980 году он покинул Британскую академию в знак протеста против исключения из неё историка искусства Энтони Бланта, оказавшегося информатором советской разведки, считая это «актом маккартизма».
Известно его противостояние с рядом академических историков, особенно с Хью Тревор-Ропером. С другой стороны, он восхищался творчеством таких историков, как его друг Эдвард Халлетт Карр, за обращение к «народной истории» в противовес теории великих людей (хотя сам Тейлор не мог скрыть своего восхищения вкладом в историю таких личностей, как В. И. Ленин, Дэвид Ллойд Джордж и Уинстон Черчилль, в основе исторических процессов он видел народные массы, а не лидеров).

### Личная жизнь
Был трижды женат. Друг семьи поэт Дилан Томас был любовником его первой жены. Даже после развода с первой женой и матерью четверых его детей, Маргарет Адамс, продолжал жить с ней, одновременно содержа домохозяйство со второй женой Ив Кросленд. В третий раз он женился на венгерском историке Еве Харасти в 1976 году.
В 1984 году попал под машину и получил тяжёлые травмы, к тому же он всё больше страдал от болезни Паркинсона, которая лишила его способности писать. В 1985 году он удалился от дел. Его последнее появление на публике состоялось в 1986 году, когда группа его учеников, ставших известными историками (Мартин Гилберт, Норман Дэвис, Пол Кеннеди) организовали приём в честь его 80-летия. В 1987 году Тейлор переехал в дом престарелых, где скончался 7 сентября 1990 года в возрасте 84 лет.

## Работы
- The Italian Problem in European Diplomacy, 1847—1849, 1934.
- (editor) The Struggle for Supremacy in Germany, 1859—1866 by Heinrich Friedjung, 1935.
- Germany’s First Bid for Colonies 1884—1885: a Move in Bismarck’s European Policy, 1938.
- The Habsburg Monarchy 1809—1918, 1941, revised edition 1948, reissued in 1966 OCLC 4311308.
- The Course of German history: a Survey of the Development of Germany since 1815, 1945.
- Co-edited with R. Reynolds British Pamphleteers, 1948.
- Co-edited with Alan Bullock A Select List of Books on European History, 1949.
- From Napoleon to Stalin, 1950.
- Rumours of Wars, 1952.
- The Struggle for Mastery in Europe 1848—1918 (Oxford History of Modern Europe), 1954. OCLC 273795
- Bismarck: the Man and Statesman, 1955. Reissued by Vintage Books in 1967 OCLC 351039.
- Englishmen and Others, 1956.
- co-edited with Sir Richard Pares Essays Presented to Sir Lewis Namier, 1956.
- The Trouble Makers: Dissent over Foreign Policy, 1792—1939, 1957.
- Lloyd George, 1961.
- The Origins of the Second World War, 1961. Reissued by Fawcett Books in 1969 OCLC 263622959.
- The First World War: an Illustrated History, 1963. American edition has the title: Illustrated history of the First World WarOCLC 253080
- Politics In Wartime, 1964.
- English History 1914—1945 (Volume XV of the Oxford History of England), 1965. OCLC 36661639
- From Sarajevo to Potsdam, 1966.
- From Napoleon to Lenin, 1966.
- The Abdication of King Edward VIII by Lord Beaverbrook, (editor) 1966.
- Europe: Grandeur and Decline, 1967.
- Introduction to 1848: The Opening of an Era by F. Fejto, 1967.
- War by Timetable, 1969. ISBN 0-356-02818-6
- Churchill Revised: A Critical Assessment, 1969.
- (editor) Lloyd George: Twelve Essays, 1971.
- (editor) Lloyd George: A Diary by Frances Steveson, 1971.
- Beaverbrook, 1972.
- (editor) Off the Record: Political Interviews, 1933-43 by W. P. Corzier, 1973.
- A History of World War Two: 1974.
- «Fritz Fischer and His School», «The Journal of Modern History» Vol. 47, No. 1, March 1975
- The Second World War: an Illustrated History, 1975.
- (editor) My Darling Pussy: The Letters of Lloyd George and Frances Stevenson, 1975.
- The Last of Old Europe: a Grand Tour, 1976.
- Essays in English History, 1976.
- «Accident Prone, or What Happened Next», «The Journal of Modern History» Vol. 49, No. 1, March 1977
- The War Lords, 1977.
- The Russian War, 1978.
- How Wars Begin, 1979.
- Politicians, Socialism, and Historians, 1980.
- Revolutions and Revolutionaries, 1980.
- A Personal History, 1983.
- An Old Man’s Diary, 1984.
- How Wars End, 1985.
- Letters to Eva: 1969—1983, edited by Eva Haraszti Taylor, 1991.
- From Napoleon to the Second International: Essays on Nineteenth-century Europe. Ed. 1993.
- From the Boer War to the Cold War: Essays on Twentieth-century Europe. Ed. 1995. ISBN 0-241-13445-5
- Struggles for Supremacy: Diplomatic Essays by A.J.P. Taylor. Edited by Chris Wigley. Ashgate, 2000. ISBN 1-84014-661-3 OCLC 42289691

### Издания на русском
- Якобсен Г.-А., Тейлор А. Вторая мировая война: Два взгляда. — М.: Мысль, 1995. — 556 с.
- Алан Джон Персиваль Тейлор. Истоки Второй мировой войны = Alan John Percivale Taylor. The Origins Of The Second World War. — М.: Альпина нон-фикшн, 2025. — 448 с.
- Габсбургская монархия. История Австрийской империи, Германского союза и Австро-Венгрии. 1809—1918. — М.: Центрполиграф, 2025. — 351 с.

### О Тейлоре
- Bosworth, Robert Explaining Auschwitz and Hiroshima: History Writing and the Second World War, 1945-90, London: Routledge, 1993.
- Boyer, John «A. J. P. Taylor and the Art of Modern History» pages 40-72 from Journal of Modern History, Volume 49, Issue 1, March 1977.
- Cole, Robert A. J. P. Taylor: The Traitor Within The Gates London: Macmillan, 1993.
- Cook, Chris and Sked, Alan (editors) Crisis and Controversy: Essays In Honour of A. J. P. Taylor, London: Macmillan Press, 1976
- Dray, William, Concepts of Causation in A. J. P. Taylor’s Account of the Origins of the Second World War pages 149—172 from History and Theory, Volume 17, Issue #1, 1978.
- Gilbert, Martin (editor) A Century of Conflict, 1850—1950; Essays for A. J. P. Taylor, London, H. Hamilton 1966.
- Hauser, Oswald «A. J. P. Taylor» pages 34-39 from Journal of Modern History, Volume 49, Issue #1, March 1977.
- Hett, Benjamin C. «Goak Here: A. J. P. Taylor and the Origins of the Second World War» pages 257—280 from Canadian Journal of History, Volume 32, Issue #2, 1996.
- Johnson, Paul «A. J. P. Taylor: A Saturnine Star Who Had Intellectuals Rolling In The Aisles» page 31 from The Spectator, Volume 300, Issue # 9266, 11 March 2006.
- R.W. Johnson, Look Back in Laughter: Oxford’s Golden Postwar Age, Threshold Press, 2015.
- Kennedy, Paul «A. J. P. Taylor 'Profound Forces' in History» pages 9-13 from History Today, Volume 33, Issue #3, March 1986.
- Kennedy, Paul «The Nonconformist» pages 109—114 from The Atlantic, Volume 287, Issue #4, April 2001.
- Louis, William (editor) The Origins of the Second World War: A. J. P. Taylor And His Critics, New York: Wiley & Sons, 1972.
- Martel, Gordon (editor) The Origins Of The Second World War Reconsidered: A. J. P. Taylor And The Historians London; New York: Routledge, 1986, revised edition 1999.
- Mehta, Ved Fly and Fly Bottle: Encounters with British Intellectuals, London: Weidenfeld & Nicolson, 1962.
- Pepper, F. S., Handbook of 20th century Quotations, Sphere Study Aids, 1984, passim.
- Robertson, Esmonde (editor) The Origins of the Second World War: Historical Interpretations, London: Macmillan, 1971.
- Sisman, Adam A. J. P. Taylor: A Biography London: Sinclair-Stevenson, 1994.
- Smallwood, J. «A Historical Debate of the 1960s: World War II Historiography—The Origins of the Second World War, A. J. P. Taylor and his Critics» pages 403—410 from Australian Journal of Politics and History, Volume 26, Issue #3, 1980.
- Watt, D.C. «Some Aspects of AJP Taylor’s Work as Diplomatic Historian» pages 19-33 from Journal of Modern History, Volume 49, Issue #1, March 1977.
- Williams, H. Russell «A. J. P. Taylor» from Historians of Modern Europe edited by Hans Schmitt, Baton Rouge: Louisiana State Press, 1971.
- Wrigley, Chris (editor) A. J. P. Taylor: A Complete Bibliography and Guide to his Historical and Other Writings, Brighton: Harvester, 1982.
- Wrigley, Chris (editor) Warfare, Diplomacy and Politics: Essays In Honour Of A. J. P. Taylor, London: Hamilton, 1986.
- Wrighley, Chris 'A. J. P. Taylor: a Nonconforming Radical Historian of Europe" pages 74-75 from Contemporary European History, Volume 3, 1994.

### На русском языке
- Роберт Джеймс Стоув. А. Дж. П. Тейлор — уже история
- Коробицына Л. В. Социалистические идеи в творчестве британского историка А. Дж. П. Тейлора // Genesis: исторические исследования. — 2015. — № 6. — С. 552—559.
- Маслова В. А. Феномен Алана Тэйлора в британской историографии истоков Второй мировой войны // Вестник Омского университета. — 2009. — № 1. — С. 81-86.